# Hwasun-gun
Hwasun es un condado en el sur de la provincia de Jeolla del Sur, Corea del Sur.

## Galería de imágenes

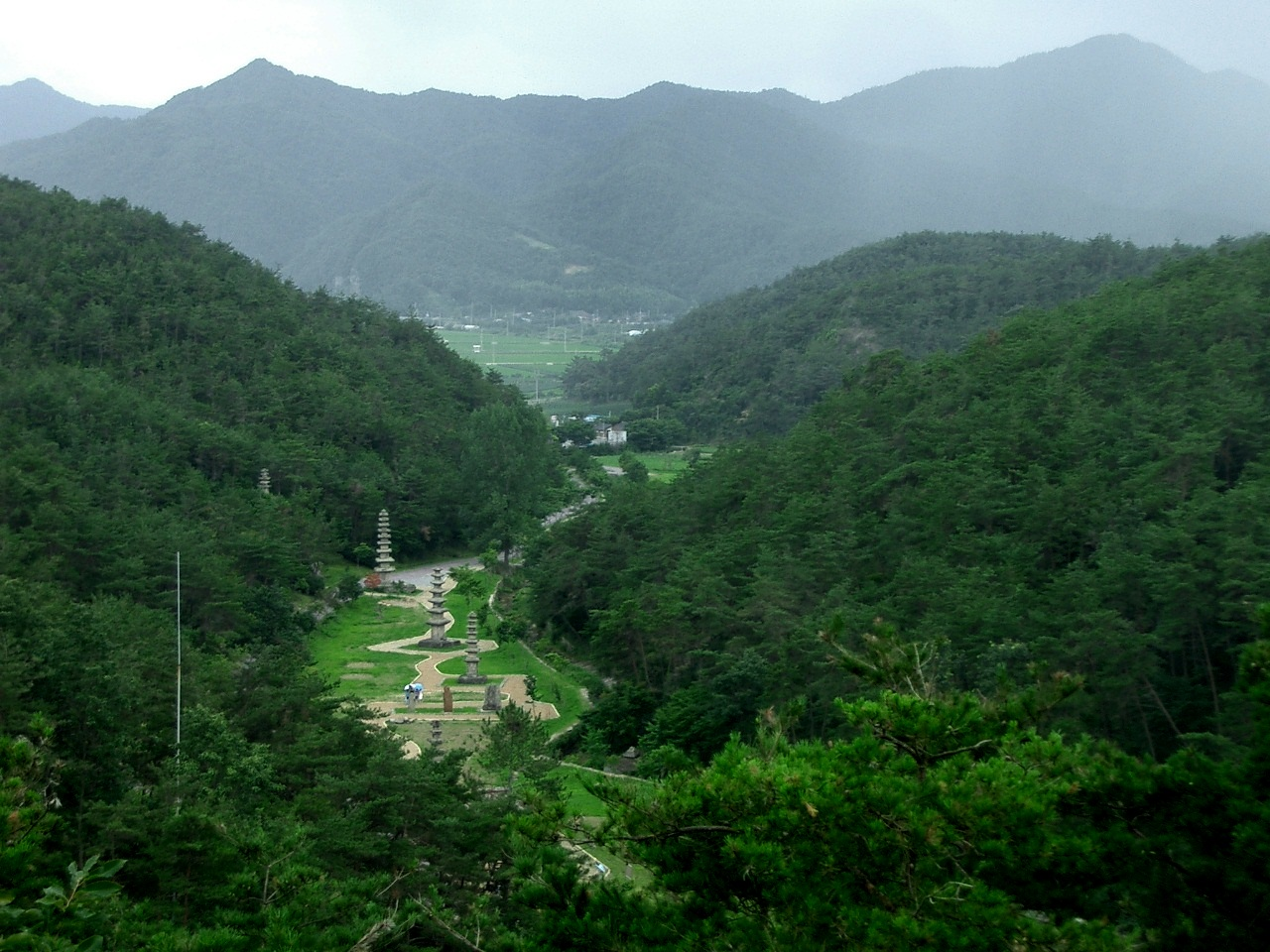
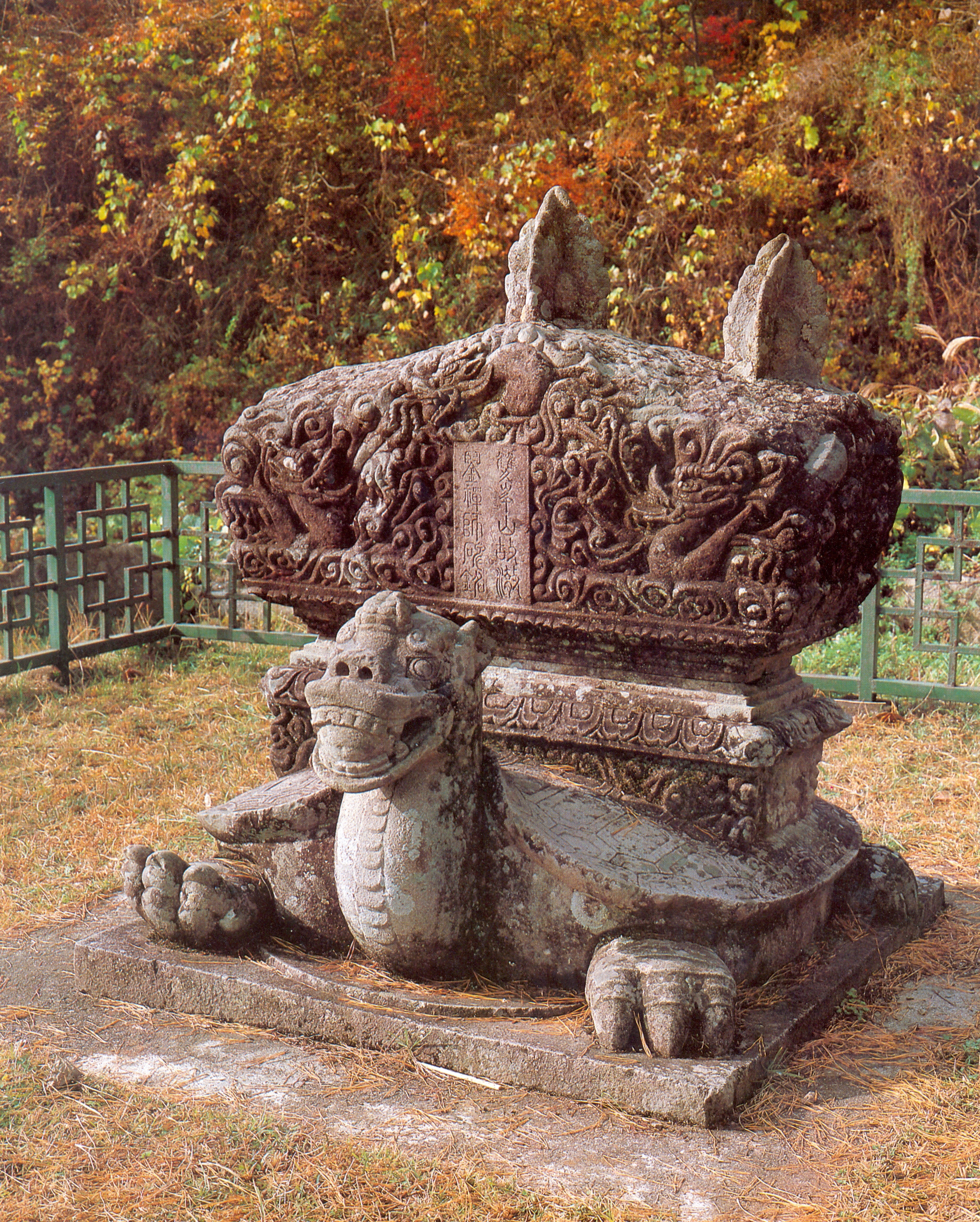
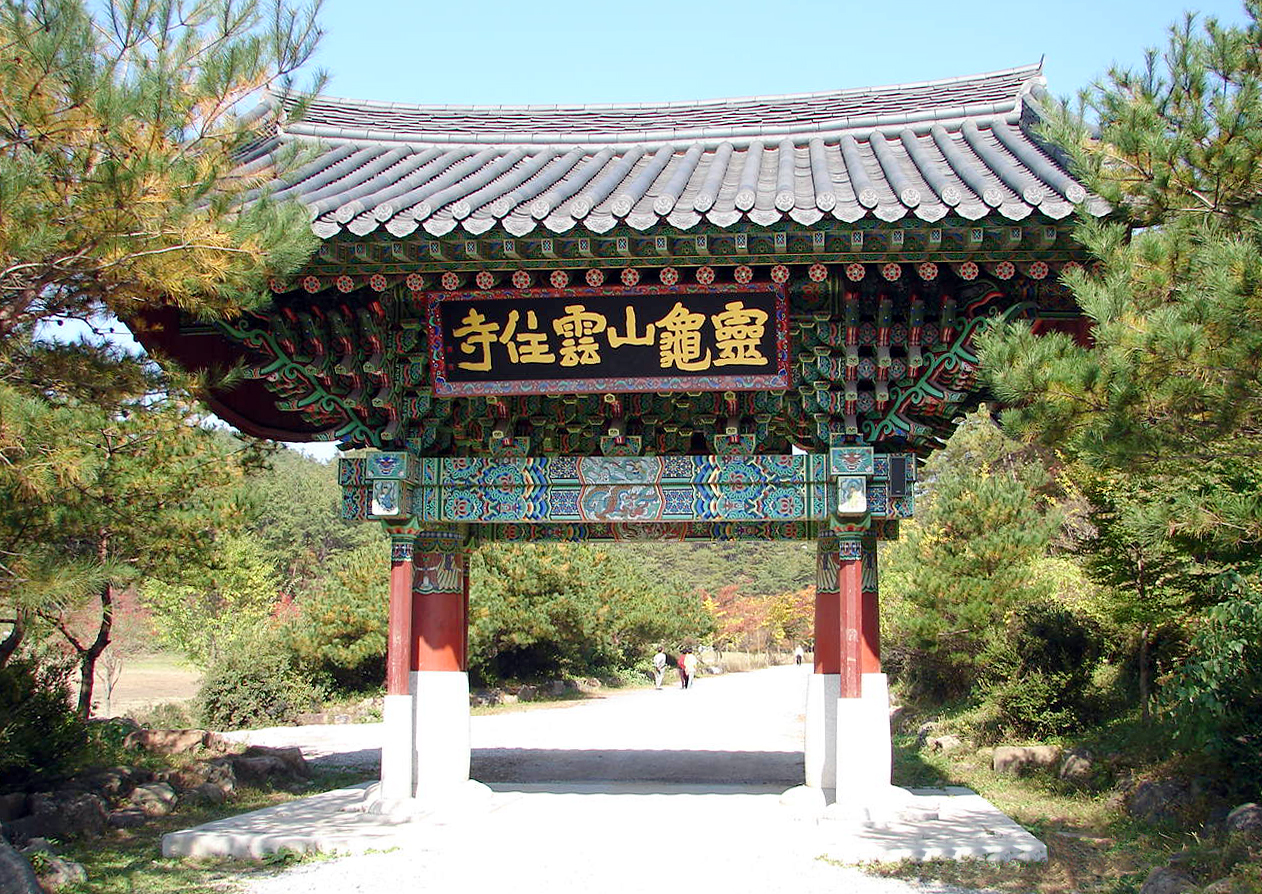